# 太巴塱部落
太巴塱部落，是原住民族委員會核定的一個阿美族部落，同時也是台灣阿美族最大的部落，位於花蓮縣光復鄉東境，與西邊的馬太鞍部落相鄰。為阿美族傳統製陶四大中心之一。
「Afalong」出自於阿美語，意指一種陸生的白螃蟹（澤蟹屬：Geothelphusa spp.），古代在太巴塱地區數量眾多，族人因此直接以之取名，亦稱「Tafalong」，即漢譯為「太巴塱」。太巴塱族人亦自稱「Tafalongay」或「'ayayong」。

## 位址與周邊地區
狹義的太巴塱部落位於今日花蓮縣光復鄉北富村、西富村、東富村與南富村交界處，為一個約五千人居住的聚落，位於台11甲線光豐公路與花蓮193縣道交集點上。根據地方歌謠《太巴塱地名歌》，太巴塱的核心聚落內則可再分為 Cihakan、Cito'elay、Cikomawan、Lo'o、Cekingan、Ma'ifor、Maeli'、Lidaw、Cirakesay、Cilidatengay、Cikosiya'an、Ciadahan、Cidohan、Cifangi'an、Tamasayan、Dita等區。
廣義的太巴塱地區北起鳳林鎮東側的加里洞（Kalotongan），南至光復鄉東南側的阿囉隆（'alolong），並包含上阿多莫（Cidawasan）、阿多莫（Atomo）、砂荖（Sado）、飽干（Pawkan）與馬佛（Fahol）等馬太鞍溪東岸聚落。此一系列阿美族聚落的方言與太巴塱較為接近，並經常被認為是太巴塱的「分社」。

水文上，廣義的太巴塱地區西北方為馬太鞍溪（太巴塱稱 Co'ongan，馬太鞍稱 Ci'ongan），並有馬佛溪、麗太溪流過。馬太鞍溪的對岸則為馬太鞍部落（今光復鄉光復市區），在歷史上長期與太巴塱處於競爭關係，時常有資源與地域衝突。在日治時代後這樣的張力關係已逐漸消失，兩方部落的阿美族人亦往來頻繁。

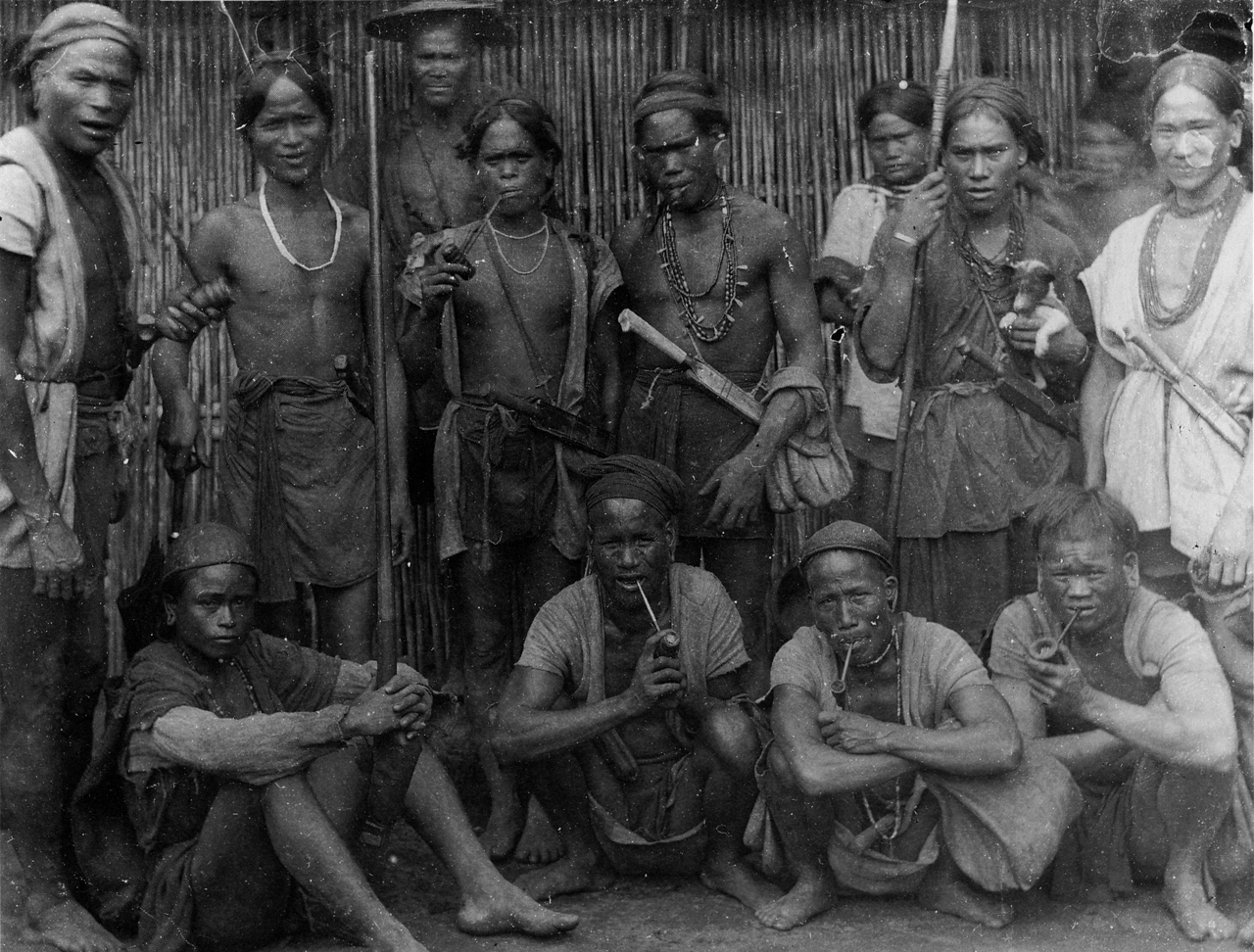
日本人類學家鳥居龍藏所攝太巴塱社阿美族人

## 歷史
太巴塱的起源故事在阿美族發祥神話的分類中屬於「高山洪水型」融合「南方起源型」敘事。自古至今有多個版本在部落內流傳，以下為統合部落耆老各說法與日治時代文獻之概要。
一說，天地初始出現六個神祇：Katankan（太陽）、Di'sil（月亮）、Sawarangaw（海洋）、Malalitok（空氣）、Tapang Masera（大地）、Rarong Masera（生命與玉石）。
另一說地神為 Makengkeng，與其妻 Pocikan 生 Malenlen（強震之神）與 Matikatik（弱震之神）。
也有一說，海神為 Sawarangaw，生下 Kaliwasan、Malalitok 與 Felalakas 三子；Kaliwasan 為雨水之神，其三子分別為聚集雨勢、匯聚雨量、傾倒雨水者。Malalitok 為風之神，下有六子，分別為颶風到清風之神。Felalakas 為水中生物之神。Kaliwasan 或 Felalakas 之一人，為發祥傳說的主角之一。
人神始祖為 Makaroh 與 Masera，下生 Tapang Masera 與 Rarong Masera；兩者又生 Keseng（雷聲之意）與 Madapidap（閃電之意）。此兩者又生下六個手足，並且共同居住於台東市以南的傳說地點：Arapanapanayan（又稱 Alapanay 或 Panapanayan，與卑南族發祥地同名）。

### 發光的女孩
Keseng 與 Madapidap 生下的六個子女分別是：
- Dadakiwlo，三位兄長之一
- Tadi'afo，三位兄長之一
- Apotok，三位兄長之一
- Lalakan，四子（有說法為長女）
- Doci，長女（有說法為么子）
- Tiyamacan，么女

其中，Tiyamacan 在母親懷胎時便已開始發光，出生後也備受家人喜愛。在 Tiyamacan 長大後的一日，她到河邊取水浣衣，卻被海神之子 Kaliwasan / Felalakas 盯上，並在知曉 Tiyamacan 未婚後要求五日後前來娶親。Tiyamacan 回到家中向親人稟報，他們便先後使用各種方法嘗試掩藏 Tiyamacan 的光芒（包括封入柴房、活埋、塗抹豬圈泥巴）。第五日，Kaliwasan / Felalakas 前來提親卻與一家人發生衝突，憤而請母神 Sawarangaw 引發大洪水淹沒大地，並趁亂劫走 Tiyamacan。父母與三位長兄沿著中央山脈向北追趕，一路上拐杖插地之處湧出泉水，成為花東縱谷諸河流。三位長兄分別在中央山脈南、中、北段落腳成家，因此 Dadakiwlo 成為排灣族（一說布農族）始祖，Tadi'afo 成為平埔族群始祖，Apotok 成為太魯閣族始祖。
Keseng 與 Madapidap 夫婦追趕到今日崇德一帶，卻發現小女兒已在海上。Tiyamacan 心疼父母徒勞追趕，決定隨 Kaliwasan / Felalakas 離去，並囑託「若是看到海上的暴風雨，其閃電正是我發光身影、雷聲即我哭泣、浪潮即我浣衣水流、早霞即我月事」，並切下雙手成為虱目魚與魚苗，消失在海上。夫婦倆並未因此離開海邊，Keseng 化為古代植物「kadotakit」，Madapidap 化為海鳥「'arongay」，永遠在海岸守候小女兒回歸。

### 太巴塱起源
Tiyamacan 的姐姐與四哥，即 Doci 與 Lalakan，在洪水來臨時正於穀房內杵米，順勢搭上方形臼（dodang）向北漂流，並抵達 Cilangasan （今日八里灣山）。兩人在成為小島的山頂生活，日久便嘗試生育，但因近親交配禁忌而生下 kangic（阿美族傳說中的蛇龍，一說為普通蛇 'oner）、rarokoh（龜鱉）、fafikfik（壁虎）與 kakaka^ay（蟾蜍，一說青蛙 fitakola）等非人動物。傷心的兩人開始哭泣，哭聲傳抵天界，受到 Ina Cidal（太陽女神）注意。Cidal 女神派遣信使神 Tatakosan no Cidal 下凡調查，知曉兩人無法正常生育後回到天上報告。
Cidal 女神於是派遣 Salalacal no Cidal 與 Saoringaw no Cidal 兩位巫術之神（亦有神祇 Dakocoyaw 下凡之版本）來到山頂，又降下含白豬的竹筒、含小米的葫蘆、含白糯米的南瓜、箭竹、檳榔、竹子、黃藤、芭蕉等物資作為施法素材，以及各種飛鳥、走獸、作物、建材植物供其生活。巫術之神教導 Doci 與 Lalakan 完成儀式，即是巫覡之起源。
此後，受到祝福的 Doci 與 Lalakan 果真成功孕育三女一子，並在諸神的吩咐下，在子女的後方加上「no Cidal（屬於太陽）」以表感恩。傳說表示此即阿美族親子聯名制的起源。這四個子女分別為：
- Cihcih no CIdal：長女，又稱 Cihek no Cidal
- Rarikay no Cidal：次女
- Pahpah no Cidal：三女
- Tahtah no Cidal：弟弟

在 Tahtah no Cidal 成長期間，洪水也開始退去。一日，Tahtah 下山後發現一處肥沃地，並在此殺豬，故稱 Masafafoy。Tahtah 將家人從 Cilangasan 山頂接到此處居住，並稱之為 Saksakay，即是今日太巴塱東北方淺山處的起源地。二姐 Rarikay no Cidal 並未抵達 Saksakay，而是由 Cilangasan 往南方下山，成為奇美部落（Kiwit）始祖。
Cihcih no Cidal 之子女之一，Lona Awaw 生下 Mayaw 與 Onak Kakalawan，其後代成為太巴塱 Kakitaan 家族之先人，也是人頭祭祀（misafaol）之起源。
Pahpah no Cidal 之家族，據傳其後代 Karo Ko'er 與 Tomay Ko'er 分別成為馬太鞍部落（Fata'an）與水璉部落（Ciwidian）始祖。一部分後代成為太巴塱 Fitolol 家族之一。
Tahtah no Cidal 後又生三個子女：Wahelol Tahtah、Sokoy Tahtah 與 Raya Tahtah，傳說三者分別成為卑南族人、阿美族 Pacidal 與 Talakop 氏族，以及阿美族南勢群和撒奇萊雅族的祖先。

### 年祭起源
Doci 與 Lalakan 長女 Cihcih no Cidal 之後代 Lona Awaw 招贅 Topaceleng（一說 Kakalawan）生下一對兄弟：Mayaw Kakalawan 與 Onak Kakalawan 。一日，兩兄弟隨著其父親到古代 Ma'ifor 地區狩獵，發現溪水變得混濁。稟報父親後，其告訴兄弟倆溪水混濁必定是有人在上游作祟，明日應持布袋將那人馘首。隔天，兄弟等確實在溪水上游處發現一名背對的男子，用布袋覆頭後斬首，回到家卻與母親一同發現人頭正屬於他們的父親。生氣的母親驅趕兩人到外面，表示兄弟倆不如獵更多人頭回來賠罪。
兩人遂前往位於舞鶴台地附近的 Cofongan 部落（今已消失），獵得巨大的鹿之後，用鹿血誘騙 Cofongan 青年追擊，後在掃吧石柱（Satokoay 遺址）一處架設陷阱殲滅諸多 Cofongan 族人，取得大量人頭。Onak 得到了一顆格外漂亮的人頭，但找不到堅硬可作為挑擔的木頭，於是向哥哥 Mayaw 請教。Mayaw 要脅弟弟把上好的人頭交出，作為挑擔知識的交換。弟弟雖不甘願但仍同意送出好看的人頭，才能把人頭成串帶回太巴塱。
兄弟倆回到家中，母親表示殺人便是犯下禁忌（lisin），應該隆重祭祀，故指導兩人祭祀之儀禮，即是人頭祭祀與太巴塱年祭（ilisin，即俗稱「豐年祭」）起源。
而後，一日兩兄弟前往西方拜訪其父祖母 Kolokolo。祖母託付兩兄弟各一顆柑橘，並叮嚀「務必帶回家等上一夜，明天早上才能享用。」但哥哥 Mayaw 卻在中途就吃掉了橘子並隨手撿了地上的過熟橘子充數。翌日，Onak 的禮物橘子成為一位美女 Rongac Rinamay，Mayaw 的路邊橘子卻成為皮膚病且其貌不揚的女子 Kora Fisaw。兩人就這樣與柑橘化身的女子們各自成親了。
而後某日，Onak 告訴母親 Lona Awaw，當時的獵首行動中，哥哥 Mayaw 是如何要脅他交出好看的人頭。這使得 Mayaw 被媽媽大罵一頓。某一日，因娶妻一事與人頭一事而對 Onak 怨妒在心的 Mayaw 向弟弟提議到山上訓練，並在訓練過程中教導弟弟「石頭滾下來時要躲到樹的後面」並自己示範躲到堅硬的樹後，因此不被山坡上的滾石碾碎。換到 Onak 躲避落石時，Mayaw 指使他躲到弱小的樹種後方，導致山丘上滾落的巨石將 Onak 壓得奄奄一息。殘忍的哥哥 Mayaw 居然棄弟弟於原地自生自滅，心想回家就能與美麗的弟媳成親。
弟媳 Rongac Rinamay 與母親 Lona Awaw 對於數日未歸的 Onak 非常擔憂，出外尋找後發現了倒在路邊的 Onak，洗淨其身體後就斷氣了。此事使得母親 Lona Awaw 對 Mayaw Kakalawan 絕望痛罵，此後偏見逐漸加深。
懊悔的 Mayaw 因懺悔而踩踏大地，並許願被大地吞噬，於是身體逐漸沉淪。這樣的舞蹈後來成為 Sapiriway 儀式的起源。母親嘗試將 Mayaw 拉出救回卻失敗了。Mayaw 與 Onak 兄弟沒入地底之後，都成為月亮旁的守護星（金星）；Mayaw 為黃昏時的金星，Onak 則為拂曉時的金星。

### 太巴塱—卑南戰爭
一說 Onak Kakalawan 與女子 Rongac Rinamay 成親，生下兒子 Tiwar 與女兒 Piharaw，而後 Piharaw 又生 Kaliting Piharaw。此時，Saksakay 部落的土地有限不敷日漸增加的人口居住，族人遷徙到麗太溪與馬太鞍溪匯流處一帶的 Maronoron 與 Cifangi'an 等地居住，後來又因為此地容易氾濫洪患而往南方空曠高地處定居，這時才真正遷徙到太巴塱現址。
當時 Kaliting Piharaw（又一說是 Pahpah Cidal 後代之女子 Pongo）與男子 'Alimolo' 結婚，生下長子 Angah 'Alimolo、大女兒 Moyo 和小女兒 Sawa'。一日 Sawah 遭卑南族的獵團擄去（古代卑南族勢力範圍可達瑞穗、光復一帶），Angah 便嘗試攻打卑南族聚落，但自知寡不敵眾。Angah 在台東地區遇見南方阿美族 Raranges 氏族的英傑：Ma'awid。在 Ma'awid 的協助下，兩人於卑南族的祭儀日偽裝成紅衣天神恐嚇族人，趁亂劫回 Sawa'。知道自己被騙的卑南族人於是攻打 Raranges 並導致其滅族。
Angah 與 Sawa' 一路向北逃到今日秀姑巒溪一帶，並被奇美部落發現。知曉兩人處境的奇美族人窩藏 Angah 與 Sawa'，又向卑南族追兵表示看過兩人，並鼓勵卑南族人全力衝刺，導致追兵全數落入地洞的穿刺陷阱而亡。此乃另一個解釋「太巴塱與奇美自古為姊妹之邦」由來的故事。系譜上，後來的太巴塱 Kakitaan 家系則是由長女 Moyo 傳承。Sawa' 從卑南族領地帶回的滿身珠寶被視為祭物繼承，直到日治時代才因信仰政策與傳統祭儀禁令而遭到掩埋。

### 殖民時代前
在前述的傳說之中，祖先來自現今豐濱鄉貓公山一帶，一路來到太巴塱才定居下來。太巴塱發祥地原本被族人認為是在河床地，後來在2000年一場考古挖掘之下，在部落後方的小山坡被挖出2000餘年前陶片，屬於卑南文化遺址之巨石文化一部分，因此被當地族人視為這裡是太巴塱發祥地。現今，在部落內立有紀念碑與瞭望台。
太巴塱被普遍認為是阿美族的「古老部落（maolaway a niyaro'）」之一：包括其幾乎沒有大規模遷徙、長期人口眾多等客觀因素。太巴塱在古代與花蓮地區的阿美族部落多有互動，這些部落包括位於馬太鞍溪對岸的馬太鞍部落、奇萊平原一帶的七腳川（Cikasuan）部落、娜荳蘭部落（Natawran）、壽豐一帶的 Pisana'an 部落、Faloyan 部落、海岸山脈內部的水璉部落、Pacidal 部落、玉里觀音山一帶的 Talakop 部落等，都是經常出現在太巴塱口傳歷史中的族群。另外，如同前文所述，太巴塱自從難以考據的時代開始就與秀姑巒流域的奇美部落保持親密且友好的關係——儘管雙方的起源故事中幾乎沒有重疊的人物名稱。
太巴塱的口傳歷史經常提及非阿美族的勢力，例如太魯閣族、撒奇萊雅族、丹群布農族，以及故事最常牽涉、互動最豐富的卑南族。這個敘事特徵在阿美族各社之中實屬罕見，暗示太巴塱在古代便有足夠的人力與資源，才能產生與遠方人群互動的政治勢力，以及與多重族群互動後仍然駐留於同一地點的禦敵能力。

### 荷蘭時期
荷蘭東印度公司曾經對台灣全島進行調查，並在地圖上註記「Taworang」，但與大部分台灣西南部以外的原住民聚落一樣，荷蘭人並未有效統治該部落。

### 清朝時期
清帝國在1683年起開始統治台灣西南部地區，對於台灣北部與東部則採取認識並消極應對的態度。由黃叔璥《番俗六考》與1798年《台灣後山圖》可見到諸多花蓮中北部的大型部落名稱，其中太巴塱稱為「打馬郎」或「丹朗」，屬於「崇爻九社」之一。
咸豐七年（1857），分別有閩、客籍自台灣西部移民到太巴塱，從事商業及農墾。光緒元年（1875），清政府派遣陳輝煌駐軍位在今壽豐鄉的吳全城，招撫太巴塱社，並且修築到太巴塱的棧道。光緒十三年（1887），臺灣建省，東台灣設立臺東直隸州，太巴塱隸屬台東直隸州奉鄉新福堡，由秀姑巒撫墾分局管轄。

### 日本統治時期
日本政府統治台灣時期，太巴塱隸屬鳳林郡。大正十二年左右（1923），日本政府壓迫並禁止太巴塱舉行Ilisin，後來由於部落族人寄望日本政府能夠許可部落再次舉行祭典，日本政府才再次以月見祭的形式舉辦，並且要求族人敬奉日本神道教。大正十四年（1925），日本政府為掃除太巴塱、馬太鞍馘首習俗，並且清除傳統建築中的首棚（saksak），於是將首棚架上頭骨集中，設立太巴塱納骨塔。1933 年，時日本政府為化解馬太鞍、太巴塱部落彼此仇恨而搭建跨越兩部落間的馬佛溪橋，因此在 1933 年設立太巴塱紀念碑。現在位於太巴塱國小大門左側位置。1937年，日本政府實行地方改名政策，太巴塱因土地富饒，因此便改稱「富田」，並沿用至國民政府遷臺之後。

### 國民政府時期
國民政府遷台後，此時全臺的行政區域進行全面的調整，花蓮成立光復鄉，富田被劃分成東富、西富、南富、北富等四村。雖是如此，在現今仍有人使用「太巴塱」或「富田」稱之。
1970 年代，中華民國與沙烏地阿拉伯之間展開經濟合作，台灣派出大量勞工遠赴阿拉伯半島，協助阿拉伯國家建設高速公路、電力設施、海水淡化廠，太巴塱亦有大量男性於此一系列活動中抵達異國，成為一個世代的共同勞動記憶。
隨著近年來原住民的族群主體意識上升，太巴塱與馬太鞍部落族人曾在 2014 年發起改名運動，提議將帶有中華民國主體精神的「光復鄉」改名為「馬太鄉」，然而在時任鄉長的解釋之後，當前尚未有明確的後續活動。

## 社會組織

### 傳統階級制度與 Kakitaan 家族
傳統上，太巴塱的社會制度分為四個非宰制關係的階級：Kakitaan、Fitolol、Pakacaya 與 Citelaya。Kakitaan 為部落領袖家族，負責部落的馘首祭祀、ilisin（年祭）的主祭、召開部落會議、分配部落資源等重要行政職權，職位世襲。Fitolol 為 Kakitaan 的備選家族，共有七個，在 Kakitaan 家族沒有適合後嗣時，由占卜選出並繼承之。Pakacaya 為部落內的一般居民，耕種的部分收成需上繳給 Kakitaan。Citelaya 為逃難至太巴塱的外地族人，沒有土地權且直接受 Kakitaan 管轄，由其分配居住地和耕地。
Kakitaan 家族設有著名的「太巴塱 Kakitaan 祖屋」，今日位於太巴塱富強街旁。1958年原始的祖屋遭到溫妮颱風破壞，殘骸在族人同意下被中央研究員學者劉斌雄等人轉移至中央研究院收藏。2002年，太巴塱人發起復振運動，並在2006年成功重建 Kakitaan 家屋，由何玉蘭與其家族親屬管理。然而，今日的部落並未受到 Kakitaan 家族的指揮，部落活動主要是由年齡階層與公認的頭目、祭師等人所主導。

### 年齡階層制度
太巴塱稱年齡階層為「selal」，在阿美族年齡階層系統中採取「襲名制命名法」：部落內有十七個自古流傳的階層名稱，各男子階層僅從此十七個頭銜中經竹占選出並取名。
| 階層名稱 | 含義                                    | 當代男子的對應出生年 | 備註                                      |
| -------- | --------------------------------------- | -------------------- | ----------------------------------------- |
| Latoron  | toron，由糯米製成的糌粑／類麻糬食物     | 民國 8 到 12 年      |                                           |
| Latodoh  | todoh，燃燒之意                         | 民國 13 到 17 年     |                                           |
| Ladiwas  | diwas，祭杯                             | 民國 18 到 21 年     |                                           |
| Laowaw   | owaw，風箏飛揚的聲音                    | 民國 22 到 26 年     |                                           |
| La'owic  | 'owic，賦予力量／敏捷                   | 民國 26 到 29 年     |                                           |
| Latomay  | tomay，黑熊                             | 民國 30 到 34 年     |                                           |
| Lakowa'  | kowa'，蓪草                             | 民國 35 到 39 年     |                                           |
| Kalafi   | kalafi，晚餐                            | 民國 40 到 45 年     |                                           |
| Laceles  | celes，團結；一說竹子的根（ceres）      | 民國 46 到 50 年     |                                           |
| Lafowak  | fowak，泉水                             | 民國 51 到 55 年     |                                           |
| Maoway   | oway，黃藤                              | 民國 56 到 60 年     |                                           |
| Latiyol  | tiyol，輪迴                             | 民國 61 到 65 年     | 2024 年八月後任 mama no kapah（青年領袖） |
| Latafok  | tafok，細沙                             | 民國 66 到 70 年     |                                           |
| Lacongaw | congaw，黥面之人，古代指稱太魯閣族      | 民國 71 到 75 年     | 2025 年起主導 ilisin 辦理事務             |
| Latiyam  | tiyam，一說為「店」之意，一說為俊美男子 | 民國 76 到 80 年     |                                           |
| Ma'orad  | ma'orad，下雨                           | 民國 81 到 85 年     |                                           |
| Lapalo'  | palo'，檳榔鞘                           | 民國 86 到 90 年     | 2024 年八月成立                           |

傳統上，太巴塱的年齡階層制度兼具軍事訓練、生存技能、社會教育等功能。同階層的男子終身一起行動，並按照年齡差異負責不同工作。雖然在太巴塱亦有「pakarongay」一詞指稱年齡階層的見習生，當地的年齡階層並未如同馬蘭群阿美一樣，將 pakarongay 獨立為準階層，而是將這些青少年併入當時最小的階層受訓。新年齡階層的成立稱為「pasafa」，通常會等到階層男子滿十八歲之後發生。然而，部落耆老的認可對於新階層的劃分有著絕對性的影響：倘若備選階層的技能與價值觀並未達到長老群體的認可，則 pasafa 必須延後到隔年發生。
每個年齡階層皆設有級長（mikomoday，管理者），實際上是由上一個階層中的兩位成員擔任，作為年輕階層的指導者。級長又稱為「sapaaro'（使坐下者）」或「kakaholol（玩耍的哥哥）」；後者為長輩的戲稱，指級長在下一階層內如同土皇帝般的地位。
與其他阿美族部落相同，太巴塱在早年曾有男子集會所的存在，稱為 soraratan（sorarat 為「戍守」之意，soraratan 即「戍衛之地」）。Soraratan 在傳統上與其他阿美族建物相同，由木柱、黃藤、箭竹、茅草等植物性素材搭建而成，然而該傳統建物在 1950 年代遭到移除，直到 2020 年代由族人發起復振計畫，預計將於 2024 年下旬完工。

### 現況
由於阿美族在二十世紀中葉後受到中華民國政府統治，部落經濟型態與生活方式亦受到全球化、現代化與工業化影響，大部分的傳統建物與社會組織已不易維持。在當地族人的自主行動下，太巴塱仍維持明確的年齡階層制度，部落的文化工作與傳統祭儀亦按照年齡適性交由各階層處理。目前，太巴塱仍每年固定舉辦 patakos to Kiwit（向奇美部落報訊息）、misowac（年祭前山訓）、 ilisin（年祭／豐年祭）、miwa'id（河祭）等祭儀，各階層人數普遍超過三十人。

女性在傳統社會組織中的角色以耕作、器物製造（陶藝、編織、紡織）為主，然而這些活動在現代化的衝擊下已經式微。當代的太巴塱女性在文化參與上包括地方上的飲食與農藝活動復振，例如太巴塱紅糯米生活館、太巴塱 ina 2.0 等組織，ilisin（年祭／豐年祭）期間則按照年齡層分為婦女隊、青年隊、少女隊，向部落耆老與祖靈提供歌舞表演。太巴塱的女性族人與同年齡的階層男子關係緊密，但並不被視為年齡階層的正式成員。

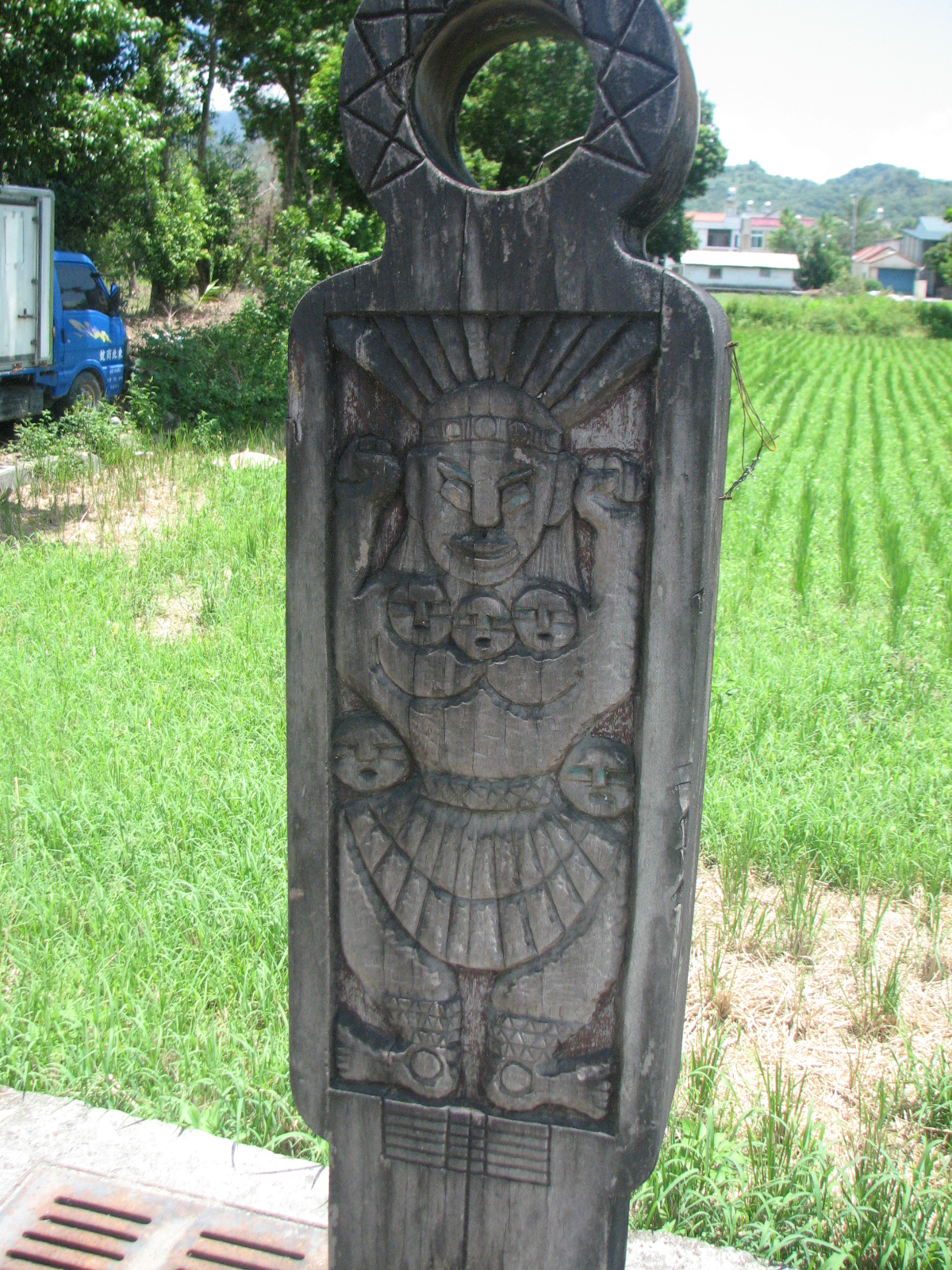
位於部落內的造景木雕

## 產業發展
太巴塱部落經濟以務農為主，農業用地佔全光復鄉的65%。主要農作物有水稻、箭筍（da'ci）、藤心（dongec）以及紅糯米（katepa'ay）等。箭筍的盛產季為二月到四月，據光復鄉公所農情調查的統計，太巴塱的箭筍年產量超過1,200公噸。1996年後，由於受到「社區總體營造」政策影響，部落經濟發展轉型到另一個階段，隨即培育木雕、皮雕、陶藝、編織、植物染布、珠串等產業，希望開創部落的工藝產業特色；農產部分，則將阿美族野菜改良培育成有機無毒蔬菜，轉型為部落健康食品。觀光發展，也成為太巴塱發展的項目，舉凡表演團體成立、各景點的修繕與維護、餐飲美食的研發與民宿，進行食衣住行育樂全面的推動，無不以觀光作為努力展的方向，唯就缺乏有效的包裝與建立合作機制，觀光發展的成效有限。
當前，在太巴塱部落內的文化復振與產業據點包括：
- 太巴塱紅糯米生活館：紅糯米產業、穀物酒釀製、阿美族傳統料理等。2025 年七月因火災事故，目前暫停營運。

- 馬武拉外工作室：傳統陶藝、藤編、阿美族風箏（fasiyaw）技術復振等
- 太巴塱 ina 2.0：野菜文化、穀物酒釀製等
- 太巴塱文物館：2023年成立，位於太巴塱祭祀廣場旁，並設有二年期展覽，適合遊客作為認識太巴塱部落的入門據點。

## 教育
太巴塱部落內目前有太巴塱國小。前身為明治三十四年（1901）設立的國語傳習所太巴塱分教場。明治三十九年（1906）改設為太巴塱蕃人公學校。大正十年（1921）改名為台灣公立太巴塱蕃人公學校，四月再度改名為太巴塱公學校。昭和十二年（1937）改名為富田國民學校，並附設富田青年學校。並加強對於當地居民的日語教育。國民政府來台之後，富田國民學校改為北富國民學校。1994 年，北富國民小學在時任校長帝瓦伊·撒耘（Tiway Sayion）與部落族人爭取下，復名為「太巴塱國民小學」，成為中華民國統治時期內第一個以原住民語言為主的學校機構。

## 信仰

### 巫覡與泛靈信仰

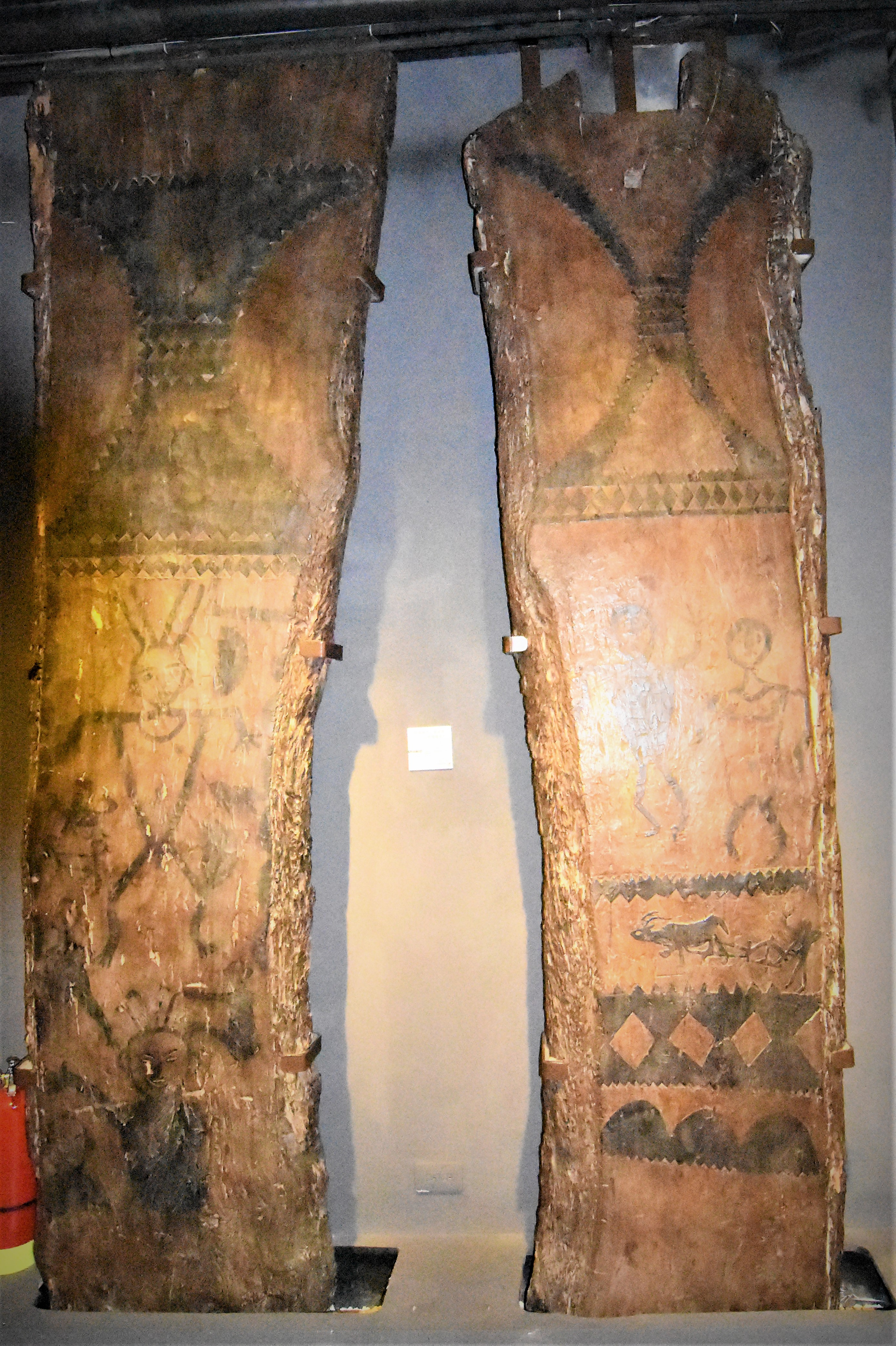
太巴塱部落Kakitaan祖屋雕刻柱

在基督宗教與日本殖民政權進入部落之前，太巴塱與其他阿美族部落相同，維持著高度嚴謹的泛靈信仰系統。傳統信仰的實行由全體族人在日常生活中負責，然而部分帶有特殊體質者在經過訓練後可成為祛邪治病的巫師，稱為「Sisakawihay」或「Sikawasay」。太巴塱的巫師系統最北分布到鳳林鎮一帶的部落，壽豐溪以北則屬里漏部落為主的 Tadaloma' 系統。即便受到基督信仰之影響，傳統巫師系統從未在部落內消失。
1982年黃未子所設的三寶堂，外觀上似漢式神壇，實際以阿美族傳統巫師執事為內容。2020年代，太巴塱與馬太鞍地方的巫師亦組成文化復振團體，推廣當代巫覡文化與傳統信仰觀念。

### 漢族傳統信仰
漢族傳統信仰於清朝末年傳入太巴塱，起因為墾殖移民希望能在光復鄉地區供俸佛祖，於是自玉里鎮八通關客程聚落駕迎兩尊佛像，當神像抵達光復鄉後，部落族人見佛祖金身小巧玲瓏，故與漢人搶奪並產生衝突。後經地方士紳從中協調，才將此紛爭平息，最後兩尊佛祖神像由村民陳火爐供奉於私宅，由於部落族人咸認祭祀的不便，才與漢人共同商議興廟，此一理念時隔半個世紀才興建協天宮。故此之後光復鄉隨處可見土地公廟、關聖帝君、文昌君、玉泉寺等寺廟的建設。

### 神道教
日本政府曾在部落內推行神道教信仰，但至今已不復存在。1937在太巴塱設立神社富田祠，主祭開拓三神（大國魂命、大己貴命、少彥名命），另外北白川宮能久親王為祭祀神。但神社於1945年毀於颱風，1958年協天宮改建在原神社位置上。今協天宮廟牆上仍可看見祭祀北白川宮能久親王的碑文。

### 基督教
基督教會的傳入始於部落族人 Kacaw Ipay 得了一種病，此病難治只好轉住台北馬偕醫院繼續治療，轉院後仍舊沒有好轉甚至持續惡化，住院其間，醫院所屬的教會團體不時的前往探視祈禱並唱詩歌，在詩歌的感動下 Kacaw Ipay 奇蹟似的好轉，相信這是上帝的恩典。由於這樣的奇蹟，Kacaw Ipay 繼續聆聽教會團體的傳道加深對基督（教）的認識，隨即受洗歸入基督名下，病癒發願回太巴塱後分享經驗為教會傳福音。傳教初期教會沒有一個固定的聚會場所，輪流在每個家庭做禮拜，教友覺得受侷限，於是大家捐材料搭建茅屋做為教堂，終於民國三十五年落成啟用，八年後因風吹雨打不斷漏水不敷使用，於民國四十三年第一任牧師王玉信籌款再以鋼筋水泥搭建約五十坪面積的教堂，但籌募過程並不順利。民國五十二年，吳清雲回鄉傳道，兩年後任教會第二任牧師，繼續籌募經費終於民國五十八年完工啟用，才逐漸進入穩健拓展的階段。

### 天主教
民國三十九年（1950），漢籍神父王步融先生，擔任北富國民學校（即現在的太巴塱國小）校長時，受奉於台北的郭若石總主教之委派，於光復鄉做傳道工作，透過當時縣長曹匯川先生及鄉長梁阿湖先生的協助，順利來到太巴塱，同時也受到部落的歡迎。在校長與神父雙兼之職，由學校開始，最初利用學校宿舍作為臨時的傳道場所，同舍的有林景良及陳景嵐兩位老師熱心的協助傳道，逐漸的由學校學生、老師的歸入，即為日後宣教工作上最大的幫助。民國四十年花蓮大地震，天主教爭取救援物資，協助部落災後重建，使天主教在太巴塱傳教事務推展更順利，教友同心協力自行購料，以空心磚、鋼筋水泥興建教堂，於民國四十三年落成啟用，此後，光復大馬天主堂、西富天主堂、大全天主堂相繼興建。

## 祭儀
太巴塱部落與其他阿美族部落相同，有屬於部落領域、由年齡階層執行的公共祭儀，以及屬於私人事務，由巫師特別執行的私人祭儀。以下列舉數項當代執行的重要祭儀。

### Ilisin（年祭）
為太巴塱人一年之中最大的傳統祭儀，近年多在八月第三週的週五至隔週二舉行（不包含祭儀前的山訓）。由於太巴塱人口眾多，其祭儀規模也十分可觀。
當代太巴塱的 ilisin 約有五日，在舉辦前一週到祭儀期間有大量的儀式與活動，地點包括太巴塱部落發祥地 Saksakay 、太巴塱「祭祀廣場／舞祭場」，以及各年齡階層所指定的聚會地點。

#### Ilisin 前一週
Patakos i Kiwit（報訊息）
在 ilisin 的正式會期前一週，太巴塱男子年齡階層中的青年階層群將會到自古結盟的奇美部落「patakos」，亦即「報訊息」，告知他們太巴塱將要舉行 ilisin，並接受奇美部落耆老的訓勉與青年的招待。
Misowac（山訓）
在 patakos 之後到 ilisin 正式展開前的一週時間，太巴塱的青年階層群將會在臨近的淺山區域 misowac（巡守之意，常俗稱「山訓」）。此一活動包含 mipaheko（採過貓，指日間的野外技能訓練）與 pakimad（訓勉，指夜間的上對下教育），作為在現代社會的衝擊下仍能維持男子傳統技能與美德的課程。
祭儀前守忌
大約在 ilisin 開始前的一週，族人將會開始守飲食禁忌：「頭上長角的、有翅膀的、水裡活動的動物、蔥薑韭等味道重的調味品」一律禁食（因此 ilisin 前後幾乎只吃豬肉）。另外也須開始避免男女間的親密行為。

#### Ilisin 第一日
Pakaranam 與 Paaro'
俗稱「迎靈」，在 ilisin 第一天清晨舉行，地點位於太巴塱發祥地 Saksakay。太巴塱的青年階層、頭目（Tomok）與祭師（Sapalengaw）將會在此地祭祀起源神話中的祖先 Doci、Lalakan 與其子女、傳統信仰中的太陽神 Cidal、男子守護神 Malataw、部落的守護群靈等，並分食傳統食物。此一儀式僅限男性族人參與，女性與非部落族人皆禁止踏入 Saksakay 門口處的「芒草結界」。
在儀式完成後，族人將會引取一對火把作為祖靈附著的象徵，並從 Saksakay 處跑步到位於部落邊界的舞祭場，將火把傳遞到舞祭場角落的「祖靈屋」，象徵邀請祖先至活動場地觀禮，並守護族人，是為 paaro' 。
Pakaranam 意思為「吃早餐」，乃是源自古代 Kakitaan 家族在清晨向族人宣告 ilisin 的開始。Paaro' 則是「令......坐下」之意，指安置祖先在舞祭場觀禮處的行為。
Mililafang（宴客）
傳統上是宴請來訪的他部落族人與賓客，今日則是宴請部落內的族人。
Likoda' no kasaselal（各階層樂舞）
Likoda'（動詞 malikoda'）並未有固定的中文名稱，可表面翻譯為「圍舞」或「圈舞」，但並不一定以完整圓形或圓圈表現。Likoda' 是阿美族人與超自然世界互動的重要行為，其步伐與歌曲皆有一定規範與涵義，政治正確的用語為「樂舞」，而非單純的音樂表演。Likoda' 中所使用的歌曲在傳統信仰中具有神聖性，非樂舞的場合不應演唱，以免吸引並混淆祖靈。
在 ilisin 期間，族人會頻繁地 malikoda'。在 Likoda' 中通常有一名或多名領唱（miki'ciway），擔任祭儀歌曲的領頭，其他人則答唱。在當代 ilisin 的三個晚會中都可看到青年階層在舞祭場中央 malikoda'。
Miholol（慰問喪家）
這個字在平日的本意為「訪問；寒暄；探望」，但在 ilisin 期間則特指「慰問喪家」。倘若階層成員在過去一年間離世，該成員所屬的階層將會在 ilisin 時訪問已故成員的家庭，表達將會一同照顧他們的情誼。

#### Ilisin 第二日
Patakos no Kiwit（奇美報訊息）
在當代太巴塱舉行 ilisin 的第二天早上，奇美部落的青年將會抵達太巴塱，並到今日中正路二段的頭目家門口宣告「奇美部落也將舉行 ilisin」，並接受太巴塱頭目的訓勉與太巴塱青年的酒水飯食款待。此一活動多半在中午前結束。
Pakomod（給予勇氣）
為「給予勇氣」之意。在當代太巴塱 ilisin 的第二日下午，年輕階層會到年長階層訪問，向哥哥階層請益並接受教誨。

#### Ilisin 第三日
Miondong（運動會）
發生在當代太巴塱 ilisin 的第三天上午至下午，為聯誼性質的世俗活動，由部落各年齡層的居民臨時組隊參與趣味競賽，沒有性別與禁忌限制。男子的青年年齡階層則會舉辦拔河大賽，以各階層為隊伍進行對抗。
Milidofot（情人之夜）
Milidofot 意思為「抓／扯袋子」。在當代太巴塱舉行 ilisin 的第三天晚上，太巴塱的各青年階層將會在舞祭場中央以小指牽手，並吟唱 milidofot 專屬的祭歌。此時，年輕女性將會由家族中的女性長輩帶領到舞祭場內，挑選中意的男性青年後，將青年從隊伍中拉出，與女性交換 dofot（阿美族傳統配袋，又稱「情人袋」），並回到隊伍中 malikoda'。這一活動也是傳統配袋被翻譯為「情人袋」的由來。其他部落則將類似的活動稱為 pakakayat／pakakiting（「使牽手」之意）。
在現代，女性長輩對晚輩挑選男性對象的權威性並不如早期那麼高。Milidofot 在當代也偏向聯誼性質，而非強制婚約行為。

#### Ilisin 第四日
Palimo（敬酒祈福）
在當代太巴塱 ilisin 的第四天下午舉行。由於阿美族屬於母系繼承社會，即便男性在公共事務佔主導地位，回到家屋內則相對缺乏話語權。Palimo 正是家族中的女性成員慰勞男性的年度活動。女性族人將會在 palimo 前的數個月便開始培養酒麴（tamod），並釀製本儀式所需要使用的糯米酒（'ecaw／'eraw）。Palimo 當下，女性族人便會來到圍成小圈 malikoda' 的各階層內，將糯米酒奉獻給自己重視的家人與男性長輩。
Misapatoronan（送靈）
Palimo 結束後將會進行的儀式，俗稱「送靈」，由少數階層成員將觀禮席的祖靈以火把形式送回發祥地 Saksakay，象徵 ilisin 的超自然環節正式結束。
Misawsaw（洗淨式）
在第四天下午 Palimo 後舉行，內容與翌日的 Mali'alac 相近，以戲水宣告儀式的終結。Misawsaw 主要是為了無法待到翌日的族人舉辦，類似「提前的洗淨式」。

#### Ilisin 第五日
Mali'alac（洗淨式／脫聖返俗）
在當代太巴塱 ilisin 的第五日舉行，俗稱「脫聖返俗」。在阿美族的傳統靈觀中，祭儀乃是「人間」與「超自然場域 kawakawasan」的暫時融合，而 ilisin 便是一次時間與空間跨度巨大的祭儀行為，故在這段期間禁止食用魚類（一說是魚類之氣味對於神靈而言過於腥臭；另一說是水生的魚類與陸生的人類生活於不同場域，吃魚乃是暗示身體「進行場域切換」，如此將干擾 ilisin 期間已處於非平常場域的狀態。）。當 ilisin 結束，族人用「吃魚」的行為來展示「祭儀已經結束，人間與超自然場域已經再次分開，故我們吃魚不會冒犯到神祇／干擾場域」的概念。這一個在水域活動、捕魚、烹煮魚類的活動便稱為 Mali'alac。
由於這個時間點也會蒐集 ilisin 期間各階層所吃剩的豬骨頭，重新醃製並烹煮成豬骨湯作為剩菜菜餚，故這個儀式也稱為 Misaokak（烹調骨頭）。

#### Ilisin 第六日
Pasafa（創立階層）
字面意義為「立弟弟」。約四到五年舉行一次。太巴塱的階層並沒有「實習生」pakarongay 制度，而是將未完訓的青年全部納入當時的最小階層。Pasafa 即是將最小階層中符合年齡與資格的成員拉出，立為新階層的儀式。在 pasafa 之前，候選成員們應該向耆老證明自己具備充分的傳統技能與正確的族群價值觀，以說服長輩自己能獨立成階。確認 pasafa 後，於 ilisin 後的夜晚將會舉辦歡送會，並由竹占（mi'edaw）方式占卜出新階層的級長（mikomoday）與新階層的名稱。在 pasafa 完成後，母階層的哥哥們將會持藤條鞭打並驅趕新階層的弟弟們離開。此一活動彰顯出傳統階層「愛之深責之切」的斯巴達教育風格，但非敵意與暴力行為。

### Miwa'id
經常漢譯為「河祭」或「捕魚祭」。包含 sitelis（去喪除穢儀式）與 misalala'ocan（捕魚祭），約在每年五月，由太巴塱祭師（Sapalengaw）與青年階層負責舉行。傳統上是 ilisin 最早的前置作業，守忌（禁止食用水中生物）也從 miwa'id 持續到 ilisin 結束。
今日的 Miwa'id 於太巴塱周邊的溪流河床處舉辦，且僅限男子參加。祭儀由青年階層搭建傳統建物與橋樑，在族人祭祀有關神靈後，烹調鮮魚料理供長輩階層享用，並聽取長輩的教導。

## 名人

### 體育人士
太巴塱地區培育出不少知名職棒球員。
- 王光輝
- 林文城
- 王光熙
- 陳義信
- 鄭兆行
- 余文彬
- 張賢智
- 周思齊
- 黃浩然
- 鄭承浩
- 高國輝
- 江忠城
- 羅國龍
- 王威晨
- 陳鴻文
- 高國麟
- 林政賢
- 劉鴻敏
- 劉鴻杰
- 林立
- 林佳緯
- 曾聖安

除棒球選手外，拳擊選手陳念琴、田徑選手劉明生、張博雅皆為當代太巴塱族人。

### 教育界人士
前玉山神學院院長、台灣阿美族語言永續發展學會創辦人吳明義（Namoh Rata，1934 - 2023）與太巴塱地區有血緣關係。其著作《阿美族語辭典》收錄超過三萬個阿美語詞彙，為阿美語保存之重要推手。

### 音樂人士
2022年金曲獎最佳原住民語歌手：簡燕春（Osay Hongay）為太巴塱部落巫歌領唱者，其專輯《Ira...a micekor》內曲目多為太巴塱傳統歌謠。
著名歌謠《太巴塱之歌》實則為太巴塱部落祭師（sapalengaw）林正治（Ka'ti Karo'）原創的《引思》。這首歌被收錄在 2005 年原舞者專輯《牽 INA 的手》內，並標題為《自由》，後又被卑南族歌手陳建年傳唱而聲名大噪；然而，《牽 INA 的手》與陳建年的唱詞與部落內的原有唱法並不相同（特別是第二段答唱部分）。

## 外部連結
- 太巴塱部落（页面存档备份，存于），台北：威訊網頁設計。
- 太巴塱部落，花蓮：光復鄉公所。
- 文化部文化資產局：光復鄉阿美族太巴塱kakita'an祖屋 （页面存档备份，存于）